# Voduce
Voduce este o localitate din comuna Šentjur, Slovenia, cu o populație de 169 de locuitori.